# Aby Warburg
Pour les articles homonymes, voir Warburg (homonymie).
Aby Moritz Warburg, né le 13 juin 1866 à Hambourg, en Allemagne, et mort également à Hambourg le 26 octobre 1929, est un historien de l'art. Son travail a servi à jeter les bases de l'iconologie. Il a créé l'Institut Warburg.

## Biographie
Issu d'une riche famille juive assimilée[pas clair] de banquiers, Aby Warburg entre à l'université de Bonn en 1886 pour y étudier l'histoire de l'art à laquelle il consacra sa vie. En tant que fils aîné, il était destiné à succéder à son père ; c'est finalement son frère Max qui en assume la responsabilité en échange de l'engagement de celui-ci à lui fournir tous les ouvrages qui lui seraient nécessaires. Ouvert à de nombreuses approches (philosophie, anthropologie, histoire de l'art, psychologie, psychanalyse…), il est tenu pour fondateur de l'iconologie, une nouvelle méthode d'analyse qui consiste, selon l'auteur, à « opérer une décomposition [de l'œuvre] qui en fera apparaître clairement l'hétérogénéité matérielle ou essentielle ».
Son intérêt pour l'histoire de l'art lui attire les foudres de sa famille qui le destinait à une autre carrière, et il pousse l'opposition jusqu'à déclarer à son père qu'il ne peut prendre le temps de manger kasher en raison de l'emploi du temps de ses études. Dès lors, sa relation avec la religion ne cessera d'être ambiguë (il se déclara même chrétien « au fond de [son] âme ») et, en 1897, il se marie contre l'avis de son père avec une non-juive, Mary Hertz avec laquelle il a trois enfants, Marietta, Max Adolph et Frede.
Ses travaux le conduisent à devenir un spécialiste de la Renaissance. En 1893, il rédige sa thèse sur La Naissance de Vénus et Le Printemps de Sandro Botticelli. Il retrouve dans l'étude de cette période cette même idée que Nietzsche avait développée quant à l'art antique grec dans La Naissance de la tragédie, qui y voit apparaître une civilisation prise entre une raison symbolisée par Apollon et une passion représentée par Dionysos.
En 1895-1896, au cours d'un voyage aux États-Unis, Aby Warburg se rend dans le Sud-Ouest dans les pueblos, où résident les Hopis. Il découvre la poterie, puis les poupées kachinas et assiste finalement à des danses. Il ne rapporta de cette expédition que quelques clichés qu'il présenta dans des clubs de photographie et qui n'eurent pas un grand retentissement.
En 1905, il se rapproche de son frère Max et obtient de celui-ci qu'il finance effectivement les achats de livres ainsi qu'il l'avait promis, rendant possible la constitution d'un fonds documentaire sur l'art et l'histoire des civilisations de tout premier plan, qui deviendra plus tard l'institut Warburg.
Au cours de l'année 1918, Warburg rassemble des documents afin de comprendre le conflit qui se déroule sous ses yeux et, au sortir de la Première Guerre mondiale, finit par se croire le responsable de son déclenchement. Commence dès lors une période de folie qui dure jusqu'en 1923 ; qualifiée de « psychose aiguë », celle-ci se manifeste par des angoisses, un sentiment de persécution et des passages délirants (il entend les cris de sa famille sous la torture, croit que la viande qui lui est servie est la chair de ses enfants). Après avoir été interné pendant trois années dans une clinique de Hambourg, il intègre la clinique Bellevue de Kreuzlingen, en Suisse, où il est suivi par Ludwig Binswanger.
Binswanger estime à l'époque que bien que Warburg ait conservé toutes ses facultés intellectuelles, ce dernier n'est plus apte à mener sa recherche en raison des difficultés qu'il éprouve à se concentrer longuement sur un sujet précis. En 1923, Warburg propose un marché à l'équipe thérapeutique : s'il parvient à produire un travail scientifique, ceux-ci devront l'autoriser à mettre un terme à son séjour dans l'établissement. Le 21 avril, il présente à un public composé tout autant de soignants que de patients de la clinique une conférence sur les rituels des Hopis, qu'il met en relation avec le sacrifice, le débat sur la civilisation mais aussi avec l'art du Quattrocento. Son exposé insiste notamment sur le haut degré de la civilisation hopi, dont les rites procèdent d'une nécessité pratique (par exemple, faire venir la pluie) et se situent au niveau symbolique (le serpent n'est pas réellement sacrifié, mais « intégré » par le geste de le prendre dans sa bouche et relâché dans la nature pour aller « porter le message »).
Le résultat convainc les thérapeutes et Warburg sort de l'institution. Il continue sa recherche en travaillant sur un ouvrage inachevé, L'Atlas mnémosyne, du nom de la déesse grecque de la mémoire, jusqu'à sa mort due à une crise cardiaque survenue en 1929.
Il laisse derrière lui un héritage important, malgré le caractère spécialisé de ses publications, ainsi qu'une vaste bibliothèque qu'il constitua tout au long de sa vie comprenant 80 000 ouvrages. Transférée en 1933 en Grande-Bretagne à l'arrivée du nazisme, elle est désormais installée à Londres, à l'Institut Warburg. Les locaux de sa bibliothèque à Hambourg abritent à nouveau un centre de recherches.

## Œuvres disponibles en français
- Essais florentins, trad. par Sibylle Müller, présentation par Eveline Pinto, Paris, Klincksieck, 1990 ; rééd. en 2003.
- La Naissance de Vénus et Le Printemps de Sandro Botticelli, trad. par Laure Cahen-Maurel, Paris, Éditions Allia, 2007.
- Binswanger L., Warburg Aby, La guérison infinie, trad. de l’allemand par Maël Renouart et de l’italien par Martin Rueff, Paris, Payot & Rivages, 2007.
- L'Atlas mnémosyne, trad. par Sacha Zilberfarb, avec un essai de Roland Recht, Paris, éditions Atelier de l’écarquillé, coll. « Ecrits II », 2012, 197 p.  (ISBN 978-2-95401343-5).
- Le Rituel du serpent : Récit d'un voyage en pays pueblo, trad. par Sibylle Muller, Paris, Éditions Macula, 2003 ; rééd. en 2022.

### Études de l'homme et de l'œuvre
- (en) Ernst Gombrich, Aby Warburg: An intellectual biography, Institut Warburg [of the] University of London, Londres, 1970
- Philippe-Alain Michaud (1998), Aby Warburg et l'image en mouvement, édition revue et augmentée préfacée par Georges Didi-Huberman, Paris, Macula, 2012, coll. « Vues »  (ISBN 978-2865890576)
- Giorgio Agamben, Image et mémoire, Paris, Hoëbeke, 1998
- Georges Didi-Huberman, L'Image survivante : histoire de l'art et temps des fantômes selon Aby Warburg, Paris, éd. de Minuit, 2002
- Ludwig Binswanger, La Guérison infinie. Histoire clinique d'Aby Warburg, trad. de M. Renouard et M. Rueff, postface de C. Marazia, Paris, Rivages, 2007, rééd. en poche coll. « Petite Bibliothèque », 2011 (286 pages)
- Georges Didi-Huberman, Atlas ou le gai savoir inquiet - L'œil de l'Histoire, 3, Paris, éd. de Minuit, 2011
- (de) Karl Königseder, « Aby Warburg im "Bellevue" (1995) », dans : Galitz, R. et Reimers, B. (dir.), Aby M. Warburg "Ekstatische Nymphe ... trauernder Flussgott" Portrait eines Gelehrten, Hambourg, Dölling und Gallitz, p. 74-103
- Marie-Anne Lescourret, Aby Warburg ou la tentation du regard, Hazan, Paris, 2013
- David Freedberg, « Le Masque de Warburg. Une étude sur l'idolâtrie », dans : Emmanuel Alloa (s./dir.), Penser l'image II. Anthropologies du visuel, Dijon, Les Presses du réel, 2015, p. 103-130
- Gertrud Bing, Fragments sur Aby Warburg, préface de Carlo Ginzburg, éd. Philippe Despoix et Martin Treml, Paris, INHA, 2019.
- Marie de Quatrebarbes : Aby (roman), 2022, éd. P.O.L.  (ISBN 2818055067)
- (en) Hans C. Hönes, Tangled Paths : A Life of Aby Warburg, London, Reaktion books, 2024 (ISBN 9781789148510).

### Études bio-bibliographiques
- (de) Biographie de Aby Warburg, sur le site de la Warburg Electronic Library
- (de) Dieter Wuttke, Aby-M.-Warburg-Bibliographie 1866 bis 1995. Werk und Wirkung mit Annotationen, Baden-Baden, Verlag Valentin Koerner, coll. « Bibliotheca bibliographica aureliana », vol. 163, 1998
- (de) Björn Biester et Dieter Wuttke, Aby M. Warburg-Bibliographie 1996 bis 2005 : mit Annotationen und mit Nachträgen zur Bibliographie 1866 bis 1995, Baden-Baden, Verlag Valentin Koerner, 2007, coll. « Bibliotheca bibliographica aureliana », vol. 213  (ISBN 9783873207134)
- Thomas Gilbhard, « Warburg more bibliographico », dans : Nouvelles de la république des lettres, 2008 - II, p. 81-95
- (de) Warburg-Bibliographie, depuis 2006